# Бруклет (Џорџија)
Бруклет (Џорџија) (енгл. Brooklet) град је у америчкој савезној држави Џорџија. По попису становништва из 2010. у њему је живело 1.395 становника.

## Демографија
Према попису становништва из 2010. у граду је живело 1.395 становника, што је 282 (25,3%) становника више него 2000. године.
| Група             | 2000.       | 2010.         |
| Белци             | 881 (79,2%) | 1.176 (84,3%) |
| Афроамериканци    | 218 (19,6%) | 160 (11,5%)   |
| Азијати           | 0 (0,0%)    | 4 (0,3%)      |
| Хиспаноамериканци | 16 (1,4%)   | 23 (1,6%)     |
| Укупно            | 1.113       | 1.395         |